# Coordinatore di ricerca clinica
Il Coordinatore di Ricerca Clinica (CRC) (Study Coordinator o Clinical Research Coordinator in inglese) è una figura professionale che opera nell'ambito della ricerca e gestisce varie fasi ed aspetti della conduzione di uno studio clinico. Il CRC opera in accordo con le norme di buona pratica clinica (GCP), della Dichiarazione di Helsinki nel rispetto della normativa vigente, del protocollo di studio e sotto la supervisione dello Sperimentatore principale (PI). 
La mansione principale del CRC è quella di coordinare tutte le attività correlate ad una sperimentazione clinica fungendo da punto di raccordo tra i vari professionisti del team di ricerca. Il CRC costituisce dunque il punto di riferimento per lo staff clinico di studio soprattutto nell'organizzazione delle attività studio-relate, nonché nel coordinamento delle relazioni con organi regolatori, strutture amministrative e Sponsor (es. Comitato etico, Direzioni Sanitarie, Aziende Farmaceutiche/Sponsor, Contract research organization, agenzie regolatorie quale AIFA ). 
Nonostante le sue mansioni specifiche possano variare a seconda dell'organizzazione interna dei centri sperimentali, il CRC è solitamente anche responsabile della gestione dei dati (dalla fase di raccolta a quella del loro trattamento, elaborazione e trasferimento nella scheda raccolta dati o Case report form (CRF)) e della gestione di tutta la documentazione di studio (source documents e Investigator Study File su tutti).

## Compiti del Coordinatore di Ricerca Clinica
Sebbene da GCP la responsabilità della conduzione e della corretta gestione di una ricerca clinica sia dello Sperimentatore Principale,  la presenza del CRC risulta essere fondamentale al fine di garantire elevati livelli di qualità nella conduzione di uno studio clinico in confomità con le normative vigenti. La sempre maggiore complessità delle sperimentazioni cliniche richiede infatti grandi capacità gestionali e di coordinamento che rappresentano uno dei requisiti fondamentali per un CRC.
Sebbene non vi sia una job desciption ufficialmente riconosciuta per la figura del CRC, le sue principali mansioni nell'ambito di uno studio clinico sono:
- Analisi di fattibilità dello studio (valutazione della casistica di pazienti del centro sperimentale, valutazione dei requisiti richiesti per condurre la sperimentazione clinica in oggetto in termini di strumentazione e requisiti di qualità, valutazione delle risorse umane necessarie per la conduzione dello studio al fine di valutarne la fattibilità).
- Contrattazione e definizione del budget di studio assieme all'ufficio contratti della propria struttura.
- Sottomissione ai Comitati Etici, ed eventualmente alle Autorità Regolatorie, della documentazione necessaria per l'approvazione del protocollo di studio.
- Archiviazione dei consensi informati di studio (con eventuale controllo di qualità al fine di garantirne la corretta compilazione).
- Gestione e mantenimento dei source documents.
- Gestione ed archiviazione della documentazione di studio, management dell'Investigator Study File e di tutta la corrispondenza.
- Gestione e coordinamento con eventuali altre Unità Operative coinvolte nello studio (es. per esami specialistici o radiologici da effettuare presso altri reperti/unità operative)
- Verifica che tutte le procedure siano condotte nel rispetto del protocollo di studio e che non vengano attuate deviazioni e/o violazioni.
- Gestione della contabilità del farmaco o dispositivo sperimentale (ove applicabile).
- Gestione dei dati raccolti durante la sperimentazione e loro trasferimento nell'apposita scheda raccolta dati.
- Gestione di eventuali eventi avversi seri (SAE) segnalati dallo staff medico di studio, ed eventuale loro notifica al promotore e al Comitato Etico.
- Organizzazione e gestione dei monitoraggi in accordo con il Clinical Research Associate (CRA), il quale si occupa di monitorare l'andamento della sperimentazione clinica per conto dello Sponsor di studio.
- Organizzazione e gestione di eventuali audit e ispezioni.

In base all'organizzazione interna del centro sperimentale, la quale risulta variabile da centro a centro, il CRC potrebbe anche trovarsi a gestire le seguenti mansioni:
- Gestione e contabilità del farmaco sperimentale.
- Gestione, processamento ed invio di eventuali campioni biologici centralizzati.
- Gestione ed invio al promotore di immagini radiologiche anonimizzate.
- Gestione dei quiestionari di Quality Of Life (QoL) sia su supporto cartaceo che elettronico.
- Gestione del sistema di qualità per le sperimentazioni cliniche con stesura e revisione delle procedure operative (SOP) interne.

## Formazione
La figura del Coordinatore di Ricerca Clinica va distinta da quella del Data Manager in quanto questi ultimi sono professionisti deputati alla sola gestione del dato occupandosi della raccolta, elaborazione e verifica congruità del dato.
Al momento non vi è un riconoscimento professionale e giuridico della figura del Coordinatore di Ricerca Clinica, né sono presenti dei percorsi formativi ufficialmente abilitanti. Negli ultimi anni, alla luce della sempre maggiore centralità del ruolo del CRC, molte università italiane hanno comunque attivato dei master post laurea specifici per la figura del CRC fornendo agli studenti le basi metodologiche e teorico/pratiche per svolgere tale professione.
La Association of Clinical Research Professionals (ACRP) rilascia l'attestazione di Certified Clinical Research Coordinator (CCRC®), benché essa non abbia attualmente alcun valore legale a fronte del mancato riconoscimento della figura sia a livello italiano che europeo. 
In Italia è stato fondato nel 1998 il "Gruppo Italiano Data Manager e Coordinatori di Ricerca" (GIDMcrc) che, come associazione senza scopo di lucro, raggruppa tutti i CRC italiani e cerca di perseguire il riconoscimento ufficiale a livello normativo della figura del CRC.